# Masculino como norma
Na teoria feminista, o princípio do masculino como norma sustenta que "o uso de "homem" para referir-se a "ser humano", e outros mecanismos, reforçam a percepção de que o gênero masculino é a norma e sua respectiva forma feminina é uma derivação e, por tanto, menos importante. Além dos termos normativos, termos machistas como mulher da limpeza ou homem de negócios citam-se como exemplos de como a língua portuguesa, e de outros idiomas em geral, reflete os preconceitos ligados aos gêneros que a sociedade tem.
Esta ideia foi expressada claramente pela primeira vez por pensadores do século XIX que começaram a desconstruir o idioma inglês para expor os produtos e as bases do patriarcado. O princípio do masculino como norma e a relação entre o gênero gramatical e a maneira em que seus respectivos falantes conceitualizam seu mundo têm recebido atenção de diversos campos de estudo, incluindo filosofia, psicologia e antropologia, e tem impulsionado debates sobre o determinismo linguístico e a desigualdade de gêneros. A mensagem subliminar deste princípio é que as mulheres falam uma linguagem menos legítima sustentado por estas duas últimas ideias, e que se define pela subordinação do gênero feminino que se forma a partir da linguagem normativa de um discurso masculinizado aceitado. Considerando que a linguagem das mulheres é deficiente em relação a dos homens, se assume que há algo de defeituoso na linguagem das mulheres. Posteriormente, investigações das ciências sociais, particularmente em análises discursivo, têm mantido e qualificado como sistêmica esta predisposição para o masculino em diversos idiomas.
Na prática, o gênero gramatical exibe uma predisposição estrutural sistêmica que tem convertido as formas masculinas no regular para o genérico, em contextos nos que o gênero não se especifica. Segundo o princípio do masculino como norma, esta predisposição funciona para excluir e ignorar as mulheres, negar as experiências femininas e impor que tudo o que não é masculino está desviado ou não pode representar muitas das categorias sociais.

## Desenvolvimento histórico

### A mudança do sistema sexual hierarquizado ao binário (anos 1800)
No século XVIII, levou-se a cabo uma reinterpretação radical do corpo feminino em relação ao masculino. Dantes desta mudança intelectual, os homens e as mulheres eram qualificados por seu grau de perfeição metafísica, enquanto no final deste século estabeleceu-se um novo modelo baseado nas ideias radicais de dimorfismo e divergência biológica. Os biólogos usaram descobertas de campos como a anatomia e a psicologia para mudar a forma de entender da diferença entre gêneros, baseando neste tipo de estudos mais que no grau de perfeição metafísica. Esta mudança metafísica no entendimento do sexo e o gênero, e igualmente quanto à interação entre estas categorias sociais, solidificou muitas das crenças existentes sobre as diferenças inertes entre homem e mulher. Isto permitiu a cientistas, a políticos e a outros cargos com influência cultural a promover a crença do gênero binário baixo um o viés de positivismo e ilustração científica.

### Meados do século XX

#### Simone de Beauvoir
A filósofa existencialista francesa Simone de Beauvoir (1908-1986) descreveu em sua clássica obra “O segundo sexo”, publicado originalmente em 1949, dois conceitos que, mais tarde, iriam ser desenvolvidos nos campos da linguística e da psicologia e se converteriam nos fundamentos para o princípio do masculino como norma na segunda onda do feminismo.[5] A autora trabalha a construção social da mulher como "o outro". Beauvoir afirma que o homem é contemplado pela linguagem como “ o positivo e o neutro”, “pressagiando o estudo da distinção, ou a distinção linguística entre o “forte” e o “débil”, termos de uma oposição. Especificamente, “a noção de que o típico contraste entre opostos… não é simétrico.”
Por conseguinte, o contraste entre oposições de gênero é frequentemente um significado assimétrico “o termo positivo ou forte pode ser neutralizado no significado para denotar a escala como um todo maior que o positivo final; mas o negativo ou o débil só pode denotar um fim negativo". As formas singulares ou com marcas do masculino são tomadas como as fortes com respeito às formas plurais ou com marcas de feminino. As formas masculinas englobam as femininas, ou seja, as absorvem.
Beauvoir continua explicando que « há um tipo de humano absoluto, o masculino… Deste modo, a humanidade é masculina,"[6] e a negativa do homem de incluir a mulher já não é da incumbência delas, e sim da masculinização de todos os humanos para excluir à mulher (ou ao menos para ignorá-la).[5] Dessa forma, introduz-se seu segundo conceito que prediz o conceito psicológico de prototipicalidade e o desenvolvimento do modelo teórico nos 70. “O modelo teórico é uma escala gradual de categorizações na qual, alguns membros de uma categoria são mais importantes que outros. Um modelo ajuda a explicar o significado de uma palavra quando se recorre ao exemplo mais claro". "Todos os sujeitos de uma categoria não têm o mesmo status na mente de uma pessoa". Há um "padrão" mental e se medem as unidades por sua semelhança a ele. "Alguns membros consideram-se como mais iguais (ou modélicos) que outros… Em qualquer categoria se toma ao homem como referência de membro modélico, o normativo para a categoria de ser humano; e o indivíduo totalmente oposto ao modélico em qualquer categoria é a mulher, que é uma variação do modélico, isto é, um exemplo menos representativo da espécie humana.

#### Luce Irigaray
Como tinha feito Simone de Beauvoir nas décadas anteriores, a feminista francesa e a acadêmica literária Luce Irigaray centrou suas ideias sobre o princípio do masculino como norma em torno do conceito que a mulher em sua totalidade vem sendo ignorada pela desigualdade de gênero sistêmica, particularmente por meio da linguagem sexista, e como a experiência da mulher e sua subjetividade são definidas a partir da definição do homem. Isso por meio da oposição num sistema falocêntrico no que a linguagem é empregada deliberadamente como um método de proteção dos interesses falocêntricos para subliminarmente reafirmar sua posição como o normativo. Irigaray afirma que a designação da mulher como uma versão inferior do homem, uma aberrante variação da norma do homem, é refletida ao longo da história e filosofia de Ocidente. Freud em particular fez uma comparação explícita do dinamismo de gênero ao definir as mulheres como “homens pequenos”. Nesta tradição de desigualdade, as mulheres são medidas contra um regular masculino, comparando-se com este (como falta, complementar ou o mesmo). Irigaray sustenta que a percepção de qualquer diferença entre os dois gêneros é uma ilusão. “Onde as mulheres não sejam iguais aos homens, fracassarão em sua convivência.”

#### Dale Spender
Dale Spender é uma das acadêmicas feministas mais citadas quando se trata do princípio do masculino como norma. Ela afirma que “o patriarcado é um marco de referência, uma forma particular de classificar e organizar as coisas e os eventos do mundo”. Com a linguagem classificamos e ordenamos o mundo e, mediante esta, temos a capacidade de manipular a realidade. Desta maneira, se nossa linguagem é defeituosa sistematicamente e/ou permanece sobre uma infraestrutura de regras inválidas, nos desencaminhamos então e confundimo-nos em sua percepção fundamental. As regras pelas quais dotamos de significado o mundo, que estão intrinsecamente associadas com a linguagem, têm tido que ser inventadas e definidas. Estas regras linguísticas estabelecem e classificam nosso marco de referência e as bases das quais interpretamos e compreendemos a realidade. Spender explica ainda, que estas regras se auto validam e se perpetuam com o passar do tempo, sem levar em conta a validade das crenças e/ou as interpretações a partir das quais foram fundadas.
Spender afirma que, apesar que a regra semântica do homem como norma possa parecer ineficaz na produção do pretendido impacto social significativo concluído por muitas feministas, isto é parte de por que a regra é tão onipresente e superlativamente nociva na construção de nossas percepções de gênero. Enquanto as linguagens de gênero girem ao redor desta regra, os falantes verão o mundo com a premissa de que os homens são o regular, o ser normal e que os que não são homens são considerados um desvio. Desta forma, os falantes seguirão dividindo a humanidade em duas partes injustamente enviezadas. "Ao organizar os elementos e os eventos do mundo de acordo com estas regras, estabelecemos a razão e a reivindicação da supremacia masculina".

### Gerda Lerner
Durante o percurso da sua carreira de historiadora feminista, Gerda Lerner centra seus estudos no poder patriarcal e na história da subordinação da mulher. Ao examinar a estratificação de gênero em várias sociedades ao longo da história do ser humano de acordo com a linguagem, Lerner realiza uma análise em profundidade do significado histórico e moderno do princípio do homem como norma. Foi uma das fundadoras do campo da história da mulher como percurso acadêmico e teve grande importância no desenvolvimento deste currículo como disciplina. No livro de Lerner A criação do patriarcado publicado em 1986, aborda como os homens se apropriaram dos principais símbolos do poder feminino ao longo da história, construíram religiões em torno de "a metáfora contrafactual da procriatividade masculina" e "redefiniram a existência feminina reduzindo seu papel e a fazendo sexualmente dependente". Lerner explica que as metáforas para o gênero, criadas e promovidas pelos homens, "mostram o homem como norma e à mulher como algo desviado: o homem como um ser perfeito e todo-poderoso, a mulher como um ser inacabado, mutilado e carenciado de autonomia". Segundo Lerner, os homens têm construído, explicado e definido o mundo em seus próprios termos e se colocado no centro do discurso.
Lerner explica ainda como os homens, ao estabelecer a linguagem e o discurso centrados neles como norma, por sua vez, têm instituído uma perspectiva androcêntrica e conceituado às mulheres como valendo menos que eles. Outra consequência disso é distorcer a definição da mulher na medida em que suas experiências, sua autonomia e seus pontos de vista se perderam na consideração moderna. Em sua perspectiva, os homens estabeleceram como prática considerar que suas experiências, pontos de vista e ideias representam toda a experiência e o pensamento humano. Lerner conclui que enquanto os homens não reconhecerem a perspectiva feminina e enquanto achem que têm a única experiência humana legítima, serão incapazes de definir e compreender com precisão a realidade.

## Perspectivas modernas

### Sue Wilkinson
Em 1997, Sue Wilkinson, professora de Estudos Feministas e de Saúde da Universidade de Loughborough, escreveu que existem diferentes tradições teóricas no feminismo que tratam sobre a inferioridade das mulheres. Ela elencou duas delas que têm suas raízes na ideia do homem como norma. Em primeiro lugar, a psicologia tem avaliado de forma incompleta às mulheres ao longo de sua história ao tomar como norma uma perspectiva masculina que as categoriza como desviadas ou desviantes; ou, como disse Simone De Beauvoir, a ciência da psicologia tem "ignorado" sistematicamente às mulheres. Outra forma em que Wilkinson identifica que se afirma a inferioridade das mulheres é por meio de psicólogos que procuram uma perspectiva diferente, a feminina, escutando as vozes das mulheres e recorrendo a ideias preconcebidas sobre os processos morais e cognitivos femininos, já que diferem dos dos homens. Wilkinson defende que devemos reconstruir a questão das diferenças de sexo e que temos que desmantelar os conceitos de masculinidade e feminilidade como categorias fundamentais.

### Jeannine Hill Fletcher
Em seu livro Motherhood as Metaphor: Engendering Interreligious Dialogue (2013), a professora de teologia norte-americana Jeannine Hill Fletcher, da Universidade de Fordham, assinala que as escrituras e os escritos teológicos cristãos têm apresentado a antropologia teológica sob a perspectiva do masculino como norma devido à predominância de teólogos e filósofos homens ao longo da história. Fletcher aponta que isto tem tido efeitos desastrosos na vida das mulheres e na valorização da perspectiva feminina e, em consequência, a história da teologia cristã tem perdido oportunidades para abrir novos entendimentos sobre o que significa ser humano. Dessa forma, prejudicando a compreensão da sociedade como um todo.